# 甲子園短期大学 (開校しなかった短期大学)
開校しなかった甲子園短期大学（こうしえんたんきだいがく）は、兵庫県西宮市上瓦林字砂田326‐1において1951年に設置される計画のあった日本の私立短期大学である。

## 概要
1950年、当時の文部省が発行した『戦後教育資料』にその記載がある。それによると、当時既存の甲陽学院を母体として、翌年の開学を目指して文部省に設置の認可申請を行っていたが、不認可となり設置を断念した。なお、同名称を冠した短期大学は、1964年に学校法人甲子園学院により開学され、現在に至っている。 

## 設置予定であった学科
- 文学科
  - 第一部
  - 第二部
- 社会科第二部